# Ault (Somme)
Ault is een gemeente in het Franse departement Somme (regio Hauts-de-France). De gemeente telt 1370 inwoners (2021), die Aultois worden genoemd. De plaats maakt deel uit van het arrondissement Abbeville.

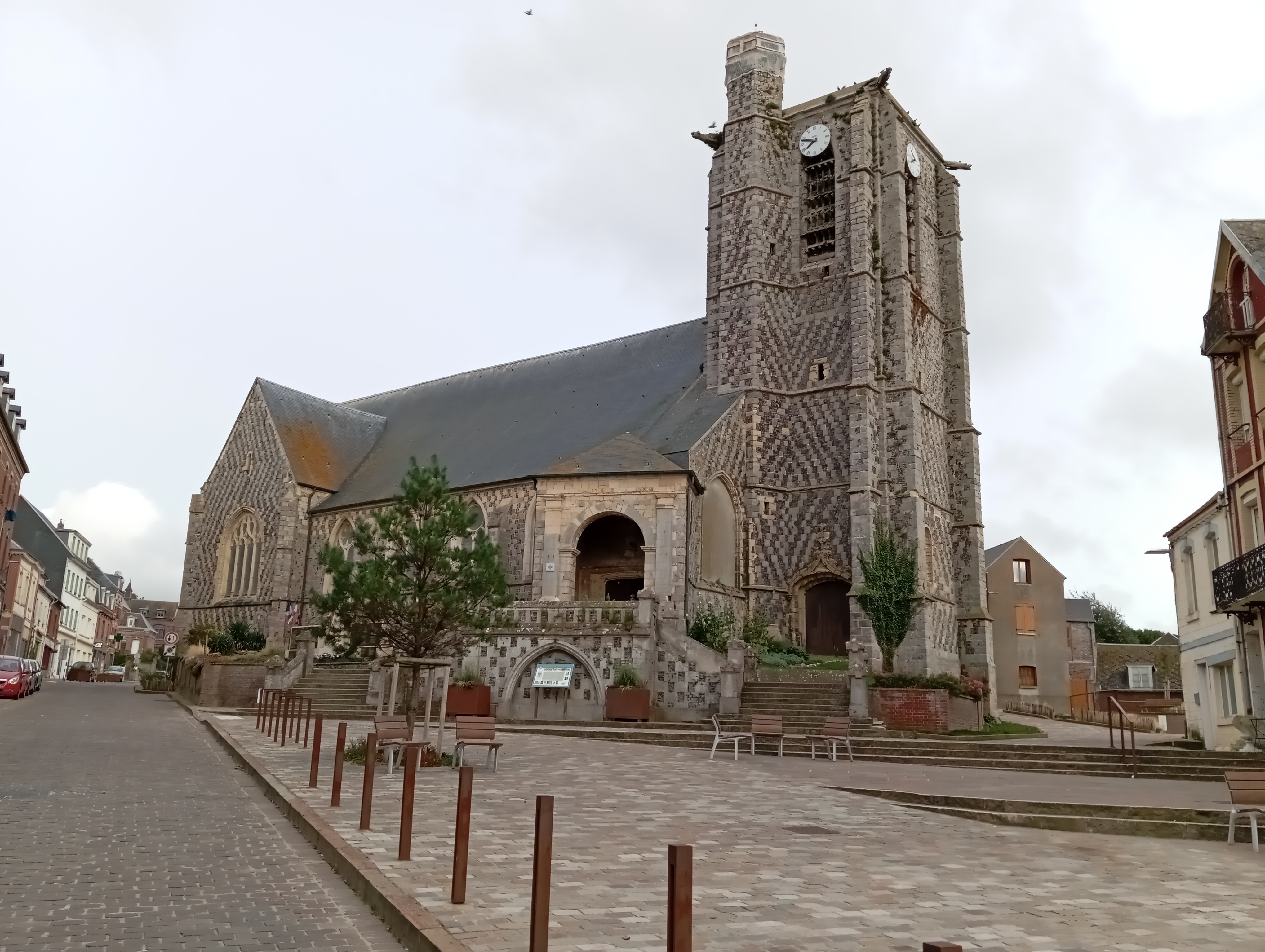
Centrum met de Église Saint-Pierre

## Geografie

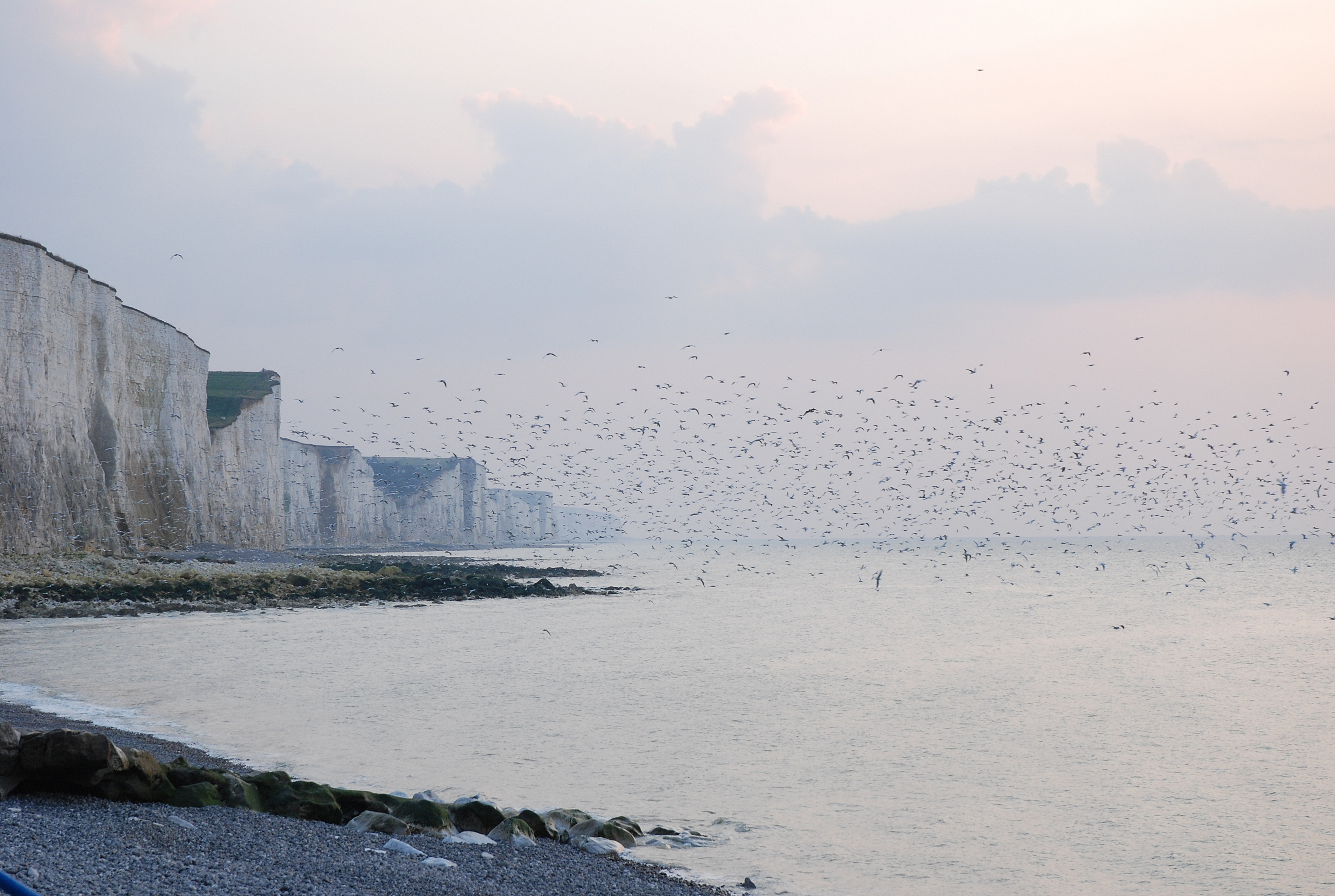
De krijtrotsen in Ault

De oppervlakte van Ault bedraagt 5.99 km², de bevolkingsdichtheid is 228 inwoners per km². Ault ligt aan de Picardische Kanaalkust en is bekend om zijn krijtrotsen. De plaats heeft een grindstrand en bij laag water een strook zandstrand.
In het noorden van de gemeente ligt de badplaats Onival, deels op grondgebied van buurgemeente Woignarue, en aansluitend op het centrum van Ault. In het zuidwesten van de gemeente ligt de afzonderlijke badplaats Bois de Cise, tegen de gemeentegrens met Saint-Quentin-la-Motte-Croix-au-Bailly.
De onderstaande kaart toont de ligging van Ault (Somme) met de belangrijkste infrastructuur en aangrenzende gemeenten.

## Bezienswaardigheden
- De Eglise Saint-Pierre, geklasseerd als monument historique
- Het oorlogsmonument uit 1921, met een beeldhouwwerk van Paul Landowski

## Demografie
Onderstaande figuur toont het verloop van het inwonertal (bron: INSEE-tellingen).